# Lodhian Khas
Lodhian Khas é uma cidade e uma nagar panchayat no distrito de Jalandhar, no estado indiano de Punjab.

## Demografia
Segundo o censo de 2001, Lodhian Khas tinha uma população de 8546 habitantes. Os indivíduos do sexo masculino constituem 53% da população e os do sexo feminino 47%. Lodhian Khas tem uma taxa de literacia de 66%, superior à média nacional de 59.5%: a literacia no sexo masculino é de 69% e no sexo feminino é de 63%. Em Lodhian Khas, 13% da população está abaixo dos 6 anos de idade.